# Erich Schönfelder
Erich Schönfelder (23 de abril de 1885 - 14 de mayo de 1933) fue un director, actor y guionista cinematográfico alemán, activo en la época del cine mudo.

## Biografía
Nacido en Fráncfort del Meno, Alemania, Schönfelder inició su carrera como actor a los 18 años de edad trabajando en el teatro itinerante y, a partir de 1920, en la capital alemana. Allí, según él, trabajó como cómico en no menos de siete teatros.
Escribió sus primeros guiones en colaboración con Ernst Lubitsch y Hanns Kräly, y empezó a actuar en papeles cómicos para el productor Paul Davidson.
Schönfelder empezó a dirigir en 1920, y con la entonces muy popular actriz Ossi Oswalda consiguió algunos éxitos de taquilla. Schönfelder se especializó en el rodaje de películas de entretenimiento de temática simple, como farsas o comedias acerca de identidades equivocadas. Uno de sus grandes éxitos fue el film Prinzessin Trulala, en el que actuaba Lilian Harvey. Sin embargo, también rodó alguna producción de mayor desafío artístico, como fue el caso del drama Der Biberpelz, adaptación de la obra de Gerhart Hauptmann.
Erich Schönfelder falleció en Berlín, Alemania, en 1933.

## Filmografía
Actor
| - 1915 : Le Klabriaspartie, de Danny Kaden - 1916 : Doktor Satansohn, de Edmund Edel - 1916 : Leutnant auf Befehl, de Danny Kaden - 1917 : Der Golem und die Tänzerin, de Rochus Gliese y Paul Wegener - 1917 : Das fidele Gefängnis, de Ernst Lubitsch - 1918 : Die Nichte des Herzogs, de Danny Kaden y Max Mack - 1918 : Gesucht ein Mann, der ein Mann ist, de Danny Kaden - 1918 : Prinz Sami, de Ernst Lubitsch - 1918 : Die Dame im Schaufenster, de Danny Kaden | - 1919 : Die beiden Gatten der Frau Ruth, de Rudolf Biebrach - 1920 : Incognito Rolf, de Erich Schönfelder - 1921 : Ein Erpressertrick, de Erich Schönfelder - 1921 : Papa kann's nicht lassen, de Erich Schönfelder - 1924 : Gehetzte Menschen, de Erich Schönfelder - 1925 : Kampf um die Scholle, de Erich Waschneck - 1929 : Der Kampf der Tertia, de Max Mack - 1930 : Der Greifer, de Richard Eichberg |

Guionista
| - 1915 : Die Klabriaspartie, de Danny Kaden - 1916 : Schuhpalast Pinkus, de Ernst Lubitsch - 1917 : Ossis Tagebuch, de Ernst Lubitsch - 1917 : Der Blusenkönig, de Ernst Lubitsch - 1917 : Wenn vier dasselbe tun, de Ernst Lubitsch - 1917 : Käsekönig Holländer, de Ernst Lubitsch - 1918 : Der Rodelkavalier, de Ernst Lubitsch - 1918 : Die Dame im Schaufenster, de Danny Kaden - 1919 : Meyer aus Berlin, de Ernst Lubitsch - 1919 : Meine Frau, die Filmschauspielerin, de Ernst Lubitsch | - 1919 : Das Caviar-Mäuschen, de Gerhard Dammann - 1919 : La fille de la publicité - 1919 : La fille de valeur - 1920 : Kakadu und Kiebitz, de Erich Schönfelder - 1920 : Putschliesel, de Erich Schönfelder - 1921 : Der Stier von Olivera, de Erich Schönfelder - 1921 : Ein Erpressertrick, de Erich Schönfelder - 1921 : Amor am Steuer, de Victor Janson - 1921 : Papa kann's nicht lassen, de Erich Schönfelder - 1925 : Autour du Big Ben, de Erich Schönfelder |

Director
| - 1919: Das Mädchen aus dem wilden Westen - 1920: Die rote Katze - 1920: Fakir der Liebe - 1920: Kakadu und Kiebitz - 1920: Putschliesel - 1920: Rolf inkognito - 1921: Der Stier von Olivera - 1921: Ein Erpressertrick - 1922: Die fünf Frankfurter - 1922: Im Kampf mit dem unsichtbaren Feind - 1922: Miss Rockefeller filmt - 1922: Papa kann's nicht lassen - 1923: Im Namen des Königs - 1924: Der geheime Agent - 1924: Gehetzte Menschen - 1925: Der Liebeskäfig - 1925: Die Frau mit dem Etwas - 1925: Luxusweibchen - 1926: Der Feldherrnhügel - 1926: Prinzessin Trulala - 1926: Vater werden ist nicht schwer… - 1927: Das Schicksal einer Nacht | - 1927: Der Soldat der Marie - 1927: Die rollende Kugel - 1927: Im Luxuszug - 1927: Wie heirate ich meinen Chef? - 1928: Das Fräulein von Kasse 12 - 1928: Der Biberpelz - 1928: Der Ladenprinz - 1929: Aus dem Tagebuch eines Junggesellen - 1929: Kehre zurück! Alles vergeben! - 1929: Trust der Diebe - 1930: Fräulein Lausbub - 1930: Gehetzte Mädchen - 1931: Das Geheimnis der roten Katze - 1931: Der Liebesarzt - 1931: Der Nächste, bitte! - 1931: Ein ausgekochter Junge - 1931: In Wien hab' ich einmal ein Mädel geliebt - 1931: Schön ist die Manöverzeit - 1932: Kampf - 1932: Aus einer kleinen Residenz - 1932: Zu Befehl, Herr Unteroffizier |